# Megadytes steinheili
Megadytes steinheili är en skalbaggsart som först beskrevs av Wehncke 1876.  Megadytes steinheili ingår i släktet Megadytes och familjen dykare. Inga underarter finns listade i Catalogue of Life.